# Friedhof Mont-Royal
Der Friedhof Mont-Royal (französisch Cimetière Mont-Royal, englisch Mount Royal Cemetery) ist ein Friedhof in der kanadischen Stadt Montreal. Er ist 67 Hektar groß und befindet sich im Stadtbezirk Outremont. Der Friedhof liegt am Nordwesthang des Montrealer Hausbergs Mont Royal. Er wird begrenzt vom Campusgelände der Université de Montréal im Westen, vom Boulevard Mont-Royal im Norden, vom Parc du Mont-Royal im Osten und vom Friedhof Notre-Dame-des-Neiges im Süden.
Die Eröffnung des Friedhofs war im Jahr 1852. Seither fanden über 162.000 Beerdigungen statt. 1901 wurde hier das erste Krematorium in Kanada eröffnet. Es gibt einen Ehrenfriedhof für Soldaten, die mit dem Victoria-Kreuz, der höchsten Auszeichnung des Commonwealth, ausgezeichnet wurden. Ursprünglich war der Friedhof Protestanten vorbehalten, weshalb hier überwiegend anglophone Kanadier bestattet worden sind. Der benachbarte Friedhof Notre-Dame-des-Neiges war römisch-katholisch und wurde überwiegend von Frankokanadiern genutzt. Inzwischen stehen beide Friedhöfe allen Konfessionen offen.
Der Friedhof wurde am 15. Dezember 1998 zur historischen Stätte erklärt.

## Grabstätten bekannter Personen
Im Friedhof Mont-Royal fanden zahlreiche Persönlichkeiten ihre letzte Ruhestätte. Nachfolgend eine Auswahl:
- John Abbott (1821–1893), Premierminister Kanadas
- Hugh Allan (1810–1882), Bankier und Unternehmer
- Montagu Allan (1860–1951), Bankier und Sportförderer
- Honoré Beaugrand (1848–1906), Bürgermeister Montreals
- Frank Calder (1877–1943), Sportfunktionär
- Charles Chiniquy (1809–1899), Prediger
- Arthur Currie (1875–1933), General im Ersten Weltkrieg
- George Mercer Dawson (1849–1901), Geograph und Paläontologe
- Alexander Tilloch Galt (1817–1893), Politiker und Vater der Konföderation
- Charles Melville Hays (1856–1912), Eisenbahnunternehmer
- C. D. Howe (1886–1960), Politiker
- Anna Leonowens (1831–1915), Schriftstellerin
- Hartland Molson (1907–2002), Politiker und Brauereiunternehmer
- John Molson (1763–1836), Brauereiunternehmer
- Howie Morenz (1902–1937), Eishockeyspieler
- William Notman (1826–1891), Fotograf
- Sui Sin Far (1865–1914), Schriftstellerin
- Mordecai Richler (1931–2001), Schriftsteller
- George Washington Stephens (1832–1904), Politiker
- David Thompson (1770–1857), Kartograph